# Данвілл (Нью-Гемпшир)
Данвілл (англ. Danville) — місто (англ. town) в США, в окрузі Рокінґгем штату Нью-Гемпшир. Населення — 4408 осіб (2020).

## Демографія
Згідно з переписом 2010 року, у місті мешкало 4387 осіб у 1569 домогосподарствах у складі 1203 родин. Було 1684 помешкання
Расовий склад населення:
| - 96,7 % — білих - 0,6 % — чорних або афроамериканців - 0,3 % — азіатів - 0,2 % — корінних американців |

До двох чи більше рас належало 1,9 %. Частка іспаномовних становила 1,6 % від усіх жителів.
За віковим діапазоном населення розподілялося таким чином: 25,3 % — особи молодші 18 років, 65,1 % — особи у віці 18—64 років, 9,6 % — особи у віці 65 років та старші. Медіана віку мешканця становила 41,5 року. На 100 осіб жіночої статі у місті припадало 102,8 чоловіків;  на 100 жінок у віці від 18 років та старших — 102,3 чоловіків також старших 18 років.
Середній дохід на одне домашнє господарство  становив 96 665 доларів США (медіана — 88 485), а середній дохід на одну сім'ю — 104 559 доларів (медіана — 97 574). Медіана доходів становила 56 865 доларів для чоловіків та 57 381 долар для жінок. За межею бідності перебувало 3,9 % осіб, у тому числі 5,1 % дітей у віці до 18 років та 0,2 % осіб у віці 65 років та старших.
Цивільне працевлаштоване населення становило 2600 осіб. Основні галузі зайнятості: освіта, охорона здоров'я та соціальна допомога — 18,0 %, науковці, спеціалісти, менеджери — 14,7 %, виробництво — 14,0 %.